# Winchester (Virginia)
Winchester (oficialmente: City of Winchester) es una de las 39 ciudades independientes del estado estadounidense de Virginia. En el censo de 2000 la ciudad tenía una población de 17.917 habitantes. Es la ciudad principal del área metropolitana de Winchester. A pesar de ser una ciudad independiente, Winchester funciona como la sede del condado de Frederick. La ciudad alberga la Shenandoah University y el Museum of the Shenandoah Valley.

## Geografía

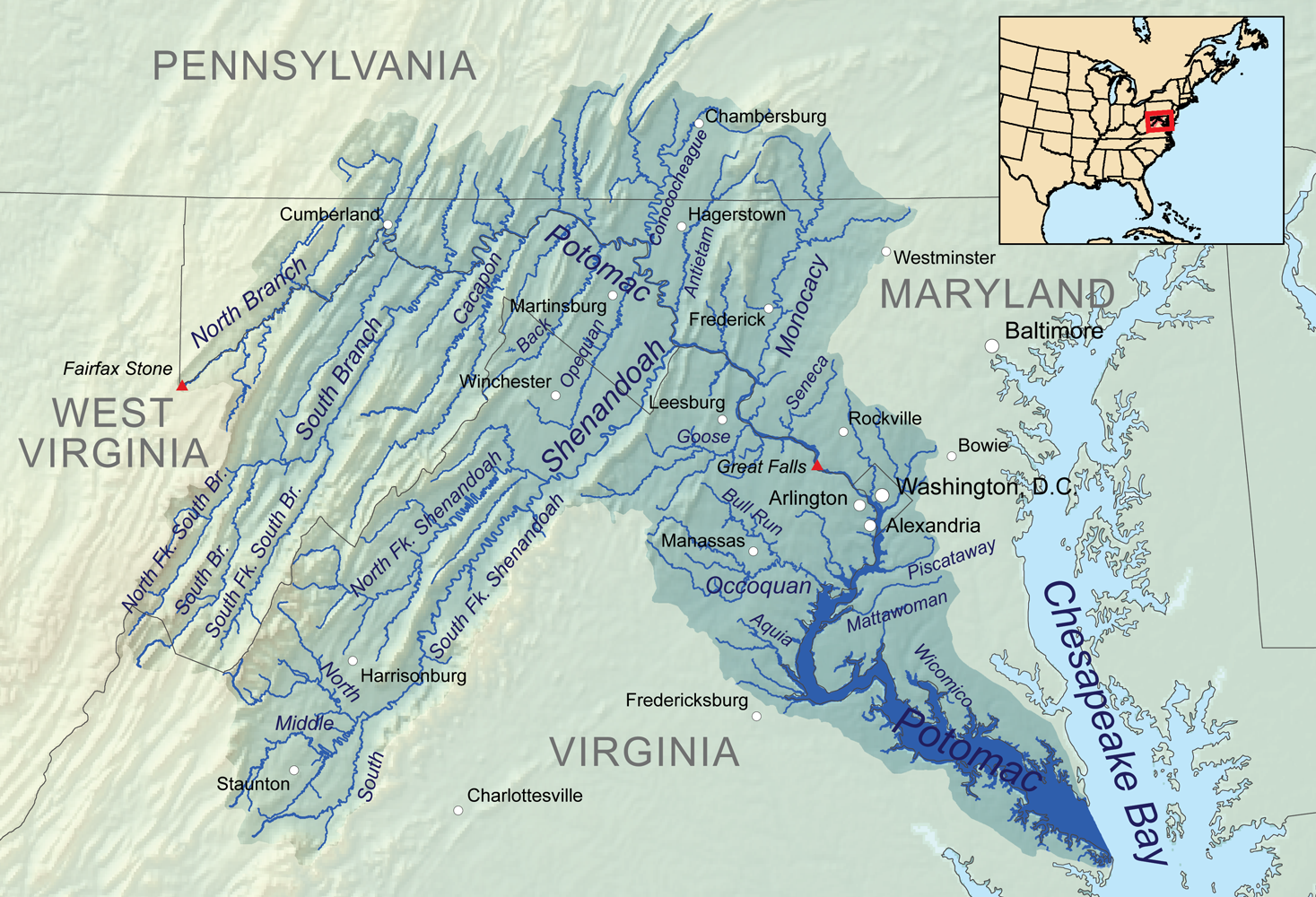
Mapa del río Potomac en el que aparece Winchester

Winchester se localiza a 39°10′42″N 78°10′0″O / 39.17833, -78.16667. Según la Oficina del Censo de los Estados Unidos, la ciudad tiene un área de 24,2 km², de los cuales todos corresponden a terreno seco.

## Demografía
Según el censo de 2000, había 23.585 personas, 10.001 hogares y 5.650 familias en la ciudad. La densidad de población era 976,0 hab/km². Había 10.587 viviendas para una densidad promedio de 438,1 por kilómetro cuadrado. La demografía de la ciudad era de 82,06% blancos, 10,47% afroamericanos, 0,24% amerindios, 1,59% asiáticos, 0,03% isleños del Pacífico, 3,46% de otras razas y 2,14% de dos o más razas. 6,47% de la población era de origen hispano o latino de cualquier raza.
Se censaron 10.001 hogares, de los cuales el 25,6% tenían niños menores de 18 años, el 40,5% eran parejas casadas viviendo juntos, el 11,7% tenían una mujer como cabeza del hogar sin marido presente y el 43,5% eran hogares no familiares. El 34,4% de los hogares estaban formados por un solo miembro y el 11,8% tenían a un mayor de 65 años viviendo solo. La cantidad de miembros promedio por hogar era de 2.28 y el tamaño promedio de familia era de 2,93 miembros.
En la ciudad la población estaba distribuida en: 21,7% menores de 18 años, 13,1% entre 18 y 24, 29,8% entre 25 y 44, 20,9% entre 45 y 64 y 14,5% tenían 65 o más años. La edad media fue 35 años. Por cada 100 mujeres había 94,1 varones. Por cada 100 mujeres mayores de 18 años había 92,0 varones.
El ingreso medio para un hogar en la ciudad fue de $34.335 y el ingreso medio para una familia $44.675. Los hombres tuvieron un ingreso promedio de $30.013 contra $24.857 de las mujeres. El ingreso per cápita de la ciudad fue de $20.500. Cerca de 8,1% de las familias y 13,2% de la población estaban por debajo de la línea de pobreza, 15,2% de los cuales eran menores de 18 años y 6,9% mayores de 65.

## Ciudades hermanadas
- Ambato (Ecuador)
- Winchester (Reino Unido)